# 黄振勋
黄振勋（1910年—1990年），男，广东南海人，中国制糖工业专家，曾任第三届全国人大代表，第三、五届全国政协委员。